# Kenneth Hugdahl
Kenneth Hugdahl, född 15 januari 1948 i Östersund, Jämtland, är professor i biologisk psykologi vid Universitetet i Bergen, Norge, sedan drygt 20 år samt ledare för fMRI-gruppen i Bergen/Nationellt kompetenscenter i fMRI.

## Forskningsområde
Hugdahl forskar på hjärnans funktioner, speciellt så kallad hjärnasymmetri, och hur detta kan användas i förståelse av dyslexi och andra språkrelaterade problem, samt för förståelse av hörselhallucinationer vid schizofreni. Sin utbildning har han fått via Uppsala universitet där han tog sin fil.dr.examen 1977.
År 2009 utnämndes han till hedersdoktor vid Åbo universitet.

## De senaste publikationerna
- Hippocampus and Amygdala Morphology in Attention-Deficit/Hyperactivity Disorder (2006).
- Assessing the spatiotemporal evolution of neuronal activation with single-trial event-related potentials and functional MRI. (2005).
- Brain activation measured with fMRI during a mental arithmetic task in schizophrenia and major depression. (2004).
- Dichotic listening reveals functional specificity in prefrontal cortex::An fMRI study. 2004).
- Lateralization of auditory-cortex functions. (2003).
- Selective impairment in effortful information processing in major depression. (2003).
- The effects of attention on speech perception: An fMRI study. (2003).
- Attentional and executive dysfunctions in schizophrenia and depression: Evidence from dichotic listening performance. (2003).
- Significant relation between MR measures of planum temporale area and syllable perception in dyslexic children. (2003).
- Verbal laterality and handedness in patients with intracranial arachnoid cysts. (2003).